# Kurt Edelhagen
Kurt Edelhagen (Herne, 5 juni 1920 - Keulen, 8 februari 1982) was een Duitse bigbandleider.

## Jeugd en opleiding
Edelhagen studeerde sinds 1937 aan de Folkwang Universität in Essen piano en klarinet, bezocht ook de dirigentenklas en sloot in 1941 zijn studie met een eretitel af. Plannen om de dirigentenopleiding in Wenen voort te zetten, konden door de oorlog niet worden gerealiseerd. Edelhagen moest zijn dienstplicht vervullen en werd klarinettist in een muziekkorps van het leger, dat werd ingezet in Frankrijk, waar hij voor de eerste keer professionele jazzmuzikanten leerde kennen.

## Carrière
Na het einde van de oorlog richtte hij in de zomer van 1945 een combo op in Herne, dat hij met behulp van zijn langjarige drummer Bobby Schmidt spoedig tot bigband uitbreidde. De band speelde vervolgens alleen in Britse soldatenclubs en trad in maart 1946 voor de eerste keer op in de Herner Schauburg voor een Duits publiek. In mei wisselde het orkest naar de Amerikaanse bezettingszone, werd voor soldatenclubs in Bad Kissingen en Heidelberg gecontracteerd, speelde in 1947 in het Münchener Haus der Kunst en daarna in de Heidelberger Stardust Club. De AFN-diskjockey en latere programmadirecteur Johnny Vrotsos was gecharmeerd van de jonge Edelhagen-band en bezorgde deze een verbintenis in Frankfurt am Main bij het Europese hoofdkwartier van de Amerikaanse strijdkrachten. In het casino van het IG Farbenhaus trad het orkest vanaf mei 1948 iedere avond op. Bij AFN maakte Edelhagen in 1948 zijn eerste radio-opnamen. De band was in 1948/1949 regelmatig via AFN München en Frankfurt te beluisteren, bij BFN Hamburg en BBC Londen, maar ook bij Radio München, Stuttgart en Baden-Baden.
Toen Joe Wick in december 1948 na een gastoptreden in Frankfurt zijn orkest moest ontbinden, haalde Edelhagen diens beste muzikanten naar zijn orkest, waaronder Fred Bunge en Hanne Wilfert (trompet), Bubi Aderholt en Paul Biste (saxofoon), Otto Bredl en Erich Well (trombone). Naast de orkesten van Duke Ellington en Dizzy Gillespie was Stan Kenton Edelhagens grootste voorbeeld op het einde van de jaren 1940.
Aan de verbintenissen bij het Frankfurter IG Casino en de dansclub Ära van het orkest in geallieerde soldatenclubs kwam spoedig een einde na de oprichting van de Bondsrepubliek Duitsland. Op 1 juli 1949 werd de band voor de Bayerischer Rundfunk bij de zender Radio Nürnberg als jazz- en amusementsorkest gecontracteerd. Daar werden tot 1951 ook enkele platen met jazz voor Austrophon opgenomen. Tegelijkertijd ontstonden opnamen met dansmuziek, die via het label Philips werden gedistribueerd.
Edelhagen wisselde op 1 januari 1952 met zijn orkest naar de SWF in Baden-Baden. Naast de productie van dans- en amusementsmuziek stond ook hier jazz in het middelpunt. Om aan de hoge criteria voor moderne bigbandjazz te kunnen voldoen, werden muzikanten vaak vervangen. Het optreden  in 1954 bij het Salon du Jazz in Parijs zorgde voor internationale bekendheid. Edelhagen nam met zijn band vanaf maart 1954 deel aan de wekelijkse tv-reeks Jazztime Baden-Baden van Joachim-Ernst Berendt, waardoor het orkest landelijke bekendheid kreeg. Hier speelde hij samen met talrijke sterren van het internationale jazzcircuit, waaronder Lionel Hampton, Mary Lou Williams en Chet Baker en ter gelegenheid van de 1000e jazz-uitzending van de SWF in 1956 met het Modern Jazz Quartet en Miles Davis. Op zoek naar een zangeres voor zijn bigband ontdekte Edelhagen in 1953 Caterina Valente in Baden-Baden, met wie hij in juni 1954 bij het derde Salon du Jazz in Parijs optrad en kort daarna bij het tweede Deutsche Jazzfestival in Frankfurt am Main, waar hij en zijn orkest meermaals te gast waren. Grote bewondering oogstte hij met zijn optreden bij de Donaueschinger Musiktagen in oktober 1954. Hier dirigeerde hij Igor Stravinsky's Ebony Concerto, dat Stravinsky in 1954 had gecomponeerd voor de band van Woody Herman. Ook werkte hij mee aan de première van Rolf Liebermanns Concerto for Jazzband and Symphony Orchestra, een toentertijd nieuwe verbinding van jazz en symfonische muziek op basis van de twaalftonentechniek. De door het publiek geestdriftig toegejuichte première, vooral het samenspel van de Edelhagen-band en het symfonieorkest van de SWF o.l.v. Hans Rosbaud werd de sensatie van de Donaueschinger Musiktage. Reeds voorafgaand aan dit festijn had hij met zijn orkest voor een genodigd publiek gespeeld en Heinz Kiesslings Scales voorgesteld, het eerste streng twaalftonige, swingende werk voor jazzbigbands met een spectaculaire echo. In 1955 volgde de première van William Russo's balletmuziek The World of Alcina door het Edelhagen-orkest.
Op 1 april 1957 stapte hij over naar de WDR in Keulen, waar hij een internationale bigband samenstelde, die geen verplichtingen voor dansmuziek had, maar zich kon concentreren op jazzmuziek. Nieuwe arrangementen van Francy Boland, Jimmy Deuchar en Ernie Wilkins leidden tot een nieuwe sound. Edelhagen had bovendien af en toe concertant overkomende muziek, ambitieuze composities uit het bereik van third stream en soms ook freejazz in zijn repertoire opgenomen, waaronder composities van Pavel Blatný (gespeeld in 1966 tijdens de Berliner Jazztage), van Carla Bley (Oni puladi, 1970) en Manfred Schoof (meerdere opnamen in 1971 en 1972). Edelhagen bleef in Keulen tot aan de ontbinding van zijn contract door de WDR in 1972. Daar stichtte hij ook in 1958 de jazz-klas van de Hochschule für Musik und Tanz Keulen, de eerste van deze soort in Europa, waar hij vijf jaar als docent werkzaam was. In 1972 speelde Edelhagen met zijn bigband een van de langste medleys in de muziekgeschiedenis: Den Einmarsch der Nationen voor de Olympische Spelen in München. Voor het idee, de doorvoering en algehele leiding van de begeleidingsmuziek kregen hij en zijn arrangeurs het Bundesverdienstkreuz Erster Klasse uitgereikt. De verschenen lp met de titel Olympia Parade stond van november 1972 tot januari 1973 acht weken op positie 1 van de Duitse albumhitlijst.
Edelhagen trad op bij talrijke Europese jazzfestivals, maakte veel tournees (waaronder in 1964 door de toenmalige Sovjet-Unie en de DDR, in 1965/1966 door Noord-Afrika en begeleidde talrijke artiesten, waaronder Peter Alexander, Alice Babs, Bill Haley, Bibi Johns, Hildegard Knef, Evelyn Künnecke, Paul Kuhn, Gitta Lind, Angelina Monti, Freddy Quinn en Caterina Valente.

## De band en de crew
In Edelhagens bigband speelden muzikanten als Charly Antolini, Benny Bailey, Fred Bunge, Bob Carter, Stuff Combe, Francis Coppieters, Jimmy Deuchar, Carl Drewo, Gerd Dudek, Maffy Falay, Horst Fischer, Johnny Fischer, Wilton Gaynair, Dusko Goykovich, Tubby Hayes, Derek Humble, Tony Inzalaco, Christian Kellens, Shake Keane, Rick Kiefer, Heinz Kretzschmar, Günter Lenz, Ferdinand Povel, Rob Pronk, Bora Roković, Dieter Reith, Rolf Schneebiegl, Ronnie Stephenson, Joe Sydow, Peter Trunk, Werner Twardy, Heinz 'Mecky' Schäning en Jiggs Whigham.
Tot de arrangeurs behoorden naast Heinz Kiessling, Heinz Gietz, Werner Twardy, Francy Boland, Claus Ogerman en Bora Roković ook talrijke Amerikaanse muzikanten, waaronder Bill Russo, Bill Holman en Quincy Jones, die in 1971 de plaat Kurt Edelhagen plays Jim Webb arrangeerde. In de jaren 1970 had Edelhagen voor zijn jazzrepertoire als componisten en arrangeurs naast Herbolzheimer en Rooyen ook Mike Gibbs, Kenny Napper, Fritz Pauer, Hans Salomon en John Warren in dienst.

## Privéleven en overlijden
Kurt Edelhagen overleed op 8 februari 1982 na een lange en zware ziekte op 61-jarige leeftijd in Keulen. Hij werd bijgezet naast zijn vrouw Helga (geb. Folkenborn 1922-1976) op het nieuwe kerkhof in Keulen-Weiden. De opera- en musicalzangeres Marina Edelhagen is zijn dochter.
Na zijn dood werden in Keulen-Rath-Heumar een straat en in zijn geboortestad Herne, in het stadsdeel Sodingen, een plein naar hem genoemd.

## Discografie
De eerste grammofoonplaten produceerde Edelhagen voor de Amerikaanse markt, waar ze in 1949 bij de firma Empire verschenen. Het betrof hier pure jazzarrangementen en Edelhagens orkest kreeg daardoor ook in het buitenland de reputatie, Duitslands bigband nummer een te zijn. Verdere opnamen volgden voor de firma's Austroton, Philips, Brunswick en Polydor. Een selectie van de 78-toeren-platen van 1949 tot 1954 werd gedocumenteerd bij Horst H. Lange.
De eerste Duitse studio-opnamen vonden plaats in:
- Neurenberg (24 september 1950): Begin the Beguine, Some of These Days, Happy Days Are Here Again, No Can Do en In a Little Spanish Town.
- Hamburg (4 februari 1954): Korridor-Swing en Eisbär Song.
- Hamburg (7 februari 1951): Sam's Song en Wilhelmina.
- Hamburg (23 februari 1951): Boogie At All en Paul's Boogie.
- Keulen (februari 1951): Presto uit de Fantasie In Be-Bop.
- Neurenberg (11 maart 1951): Moonlight Serenade, Dinah en I've got My Love To Keep Me Warm.

Hij publiceerde in de jaren 50 ook grammofoonplaten onder verschillende pseudoniemen, die hij vooral bij de muzikale begeleiding van amusementsartiesten en schlagerzangers gebruikte: Frank Folken (1951 voor Philips), Mike Firestone (1954, begeleidingsorkest voor Caterina Valente bij Polydor), Monaco-Ball-Orchester, Kai Olsen und sein Tanzorchester, Heinz Hagen en Johnny Kern (begeleidingsorkest voor Udo Jürgens bij Heliodor).
- 1954: Rhapsody in Jazz – Ein Kurt-Edelhagen-Konzert (lp, Brunswick)
- 1955: Come On and Hear (lp, Polydor)
- 1956: Glenn Miller Parade (ep, Brunswick)
- 1956: Kurt Edelhagen and his Orchestra (ep, Polydor)
- 1957: Kurt Edelhagen Presents (lp, Polydor; opname: 10–13 juli 1957, Keulen)
- 1957: Come on and swing (lp, Polydor; opname: 16 oktober 1957, Keulen)
- 1957: Jazz from Germany (lp, DECCA; US-persing)
- 1958: Orchester Kurt Edelhagen. (ep, Brunswick; opname: 24 mei 1958 bij het Duitse jazz-festival in Frankfurt/Main.)
- 1959: A Toast to the Bands (lp, Polydor; opname: 11–15 mei 1959, Keulen)
- 1959: Come on and dance (lp, Polydor)
- 1960: Ballroom in London (lp, Polydor)
- 1960: Broadway Melodien – Tanz Potpourri (lp, Polydor)
- 1961: Ballroom in Paris (lp, Polydor)
- 1961: Holiday in Brazil (lp, Polydor)
- 1962: Swingin’ Jazz (lp, Strand; publieke US-Roofpersing)
- 1963: Dancing Percussion (lp, Polydor)
- 1964: Olympic Hits (lp, Polydor)
- 1964: Kurt Edelhagen and his Concert Orchestra: Concerto (lp, Polydor)
- 1964: Kurt Edelhagen und sein Orchester in Moskau (lp, WDR (Keulen); opname: mei 1964 in het Moskauer Sportpalast; plaat niet in de handel)
- 1965: Kurt Edelhagen (lp, Amiga; opname: juni 1964, Berlijn en Dresden)
- 1965: Kurt Edelhagen – Wolfgang Sauer (lp, Amiga; live-opname op 16 juni 1964 in het Friedrichstadt-Palast in Oost-Berlijn)
- 1966: Swing-Time (lp, Polydor)
- 1966: Kurt Edelhagen And His Orchestra – International (lp, Karussell)
- 1970: Kurt Edelhagen plays Jim Webb (lp, Polydor)
- 1972: Olympia Parade – Original-Musiken zum Einzug der Nationen 26 augustus 1972 (lp, Polydor)
- 1972: Olympia Parade 2 – Original-Musiken zum Einzug der Nationen 26 augustus 1972 (lp, Polydor)
- 1972: Kurt Edelhagen – Einzug der Nationen – Olympische Spiele München 1972 (dubbel-lp, Polydor)
- 1972: Big Band Fascination ’72 (lp, Polydor)
- 1972: Jazz / Pop (lp, WDR; plaat niet in de handel)
- 1976: Big Bands of Europe Vol. I. Kurt Edelhagen (lp, Elite Special; herpublicatie van Austroton-platen 1949–1950)
- 1977(?): Die großen Tanz-Orchester 1930–1950 – Kurt Edelhagen (dubbel-lp, Polydor; opnamen 1950–1955, samenstelling Horst H. Lange)
- 1978 (?): Kurt Edelhagen and his Orchestra – Big Band Jazz from Germany (dubbel-lp, Golden Era Records; roofpersing uit de Verenigde Staten met opnamen voor de Südwestfunk, 1952–1956)
- 1978 (?): Kurt Edelhagen and his Orchestra – Concert Jazz (lp, Golden Era Records; roofpersing uit de Verenigde Staten, o.a. met Concerto for Jazz Band and Symphony Orchestra van Rolf Liebermann)
- 1982: Kurt Edelhagen – Portrait (dubbel-lp; Polydor; opnamen van 1953–1975)
- 1997: Die frühen Jahre 1 Jazz pur (cd, Koch International; eerste publicatie van opnamen voor de Südwestfunk 1952–1956)
- 1997: Die frühen Jahre 2 Tanz- und Jazzsongs (cd, Koch International; eerste publicaties van opnamen voor de Südwestfunk 1952–1956 met Caterina Valente, Alice Babs, Gitta Lind en Chet Baker)
- 2003: Trumpet Blues. 24 originele Recordings (cd, Jazz Elite Special; herpublicatie van opnamen voor Austroton 1949–1951)
- 2006: Moonlight Serenade (cd, Universal Music  jazzclub-serie; 24 opnamen van 1950–1954 voor Philips, Brunswick en Polydor)
- 2007: Up up and away (cd, Universal Music; herpublicatie van Kurt Edelhagen plays Jim Webb van 1970)
- 2010: A Toast to the Bands – Swing-Time (cd, Vocalion; herpublicatie van de Polydor-LP's van 1959 en 1966)
- 2011: Ballroom in London – Ballroom in Paris (cd, Vocalion; herpublicatie van de Polydor-LP's van 1960 en 1961)
- 2011: Dancing Percussion – Olympic-Hits (cd, Vocalion; herpublicatie van de Polydor-lp's van 1963 en 1964)
- 2013: Orchester Kurt Edelhagen feat. Mary Lou Williams and Caterina Valente (cd, Jazzhaus, studio- en live-opnamen van 1954)

- Bibliothèque nationale de France: cb14174458q (data)
- Gemeinsame Normdatei: 129743631
- International Standard Name Identifier: 0000 0000 5543 5993
- Library of Congress Control Number: no98025103
- MusicBrainz: 930a4220-e74f-41e6-9610-44aaba1c69db
- Nederlandse Thesaurus van Auteursnamen: 097313750
- Virtual International Authority File: 25691732
- WorldCat: E39PBJqKcFPMvgV7w8HqqkYQMP